# Wilmer, Texas
Wilmer là một thành phố thuộc quận Dallas, tiểu bang Texas, Hoa Kỳ. Năm 2010, dân số của xã này là 3682 người.

## Dân số
- Dân số năm 2000: 3393 người.
- Dân số năm 2010: 3682 người.